# ابراهیم اسلامی خرمی
ابراهیم اسلامی خرمی فرزند محمدحسن متولد ۱۳۲۸ نماینده دوره دوم مجلس شورای اسلامی از حوزه انتخابیه فارس (اقلید) بود. وی با کسب تعداد ۴۶٬۵۵۷ رای (۵۴٫۶۰ درصد آراء) به عنوان نماینده مردم انتخاب شده بود.